# Lewisuchus
Lewisuchus es un género extinto de arcosaurio que vivió durante el Triásico Medio (Ladiniense); era un dinosauriforme de la familia de los silesáuridos, miembro de un grupo de reptiles el cual está cercanamente relacionado con los dinosaurios. Lewisuchus medía cerca de 1 metro de largo. Sus fósiles se han hallado en Argentina. Algunos de los fósiles asignados en principio a Lewisuchus han sido reasignados a otros géneros, y las partes que quedaron se parecen a las de Pseudolagosuchus. Un estudio de 2010 en la publicación Nature indicó que los dos pueden ser sinónimos. Ambos eran aproximadamente del mismo tamaño y provienen de los mismos estratos y localidad, pero el material fósil es fragmentario y hay muy poco material que se superponga. Dado que Lewisuchus fue descrito 15 años antes que Pseudolagosuchus, si se demuestra que los dos son sinónimos (al descubrirse fósiles adicionales) el nombre Lewisuchus debería tener la prioridad.